# 卡卡塔
卡卡塔是西非國家利比里亞西部的城市，也是馬及比縣的首府，位於首都蒙羅維亞東北55公里，主要經濟活動有橡膠生產、鑽石勘探和種植稻米，2008年人口33,945，是該國第五大城市,相关网站:www.kakata.com(相关域名已被注册)。